# Enoplognatha serratosignata
Enoplognatha serratosignata là một loài nhện trong họ Theridiidae.
Loài này thuộc chi Enoplognatha. Enoplognatha serratosignata được Ludwig Carl Christian Koch miêu tả năm 1879.